# Heterorachis devocata
Heterorachis devocata là một loài bướm đêm trong họ Geometridae.